# Klemens (biskup koptyjski)
Klemens (ur. 6 stycznia 1963) – duchowny Koptyjskiego Kościoła Ortodoksyjnego, od 2016 biskup Al-Hadżany.

## Życiorys
23 marca 1992 złożył śluby zakonne.  Święcenia kapłańskie przyjął 26 września 2001. Sakrę biskupią otrzymał 24 maja 2015 jako ordynariusz diecezji wschodniej Kanady. W 2016 roku objął rządy w diecezji Al-Hadżana obejmującej część Kairu.